# El Puente, Hidalgo
El Puente är en ort i Mexiko.   Den ligger i kommunen Mineral del Chico och delstaten Hidalgo, i den sydöstra delen av landet, 100 km norr om huvudstaden Mexico City. El Puente ligger 2 400 meter över havet och antalet invånare är 246.
Terrängen runt El Puente är lite bergig, och sluttar norrut. Runt El Puente är det mycket tätbefolkat, med 1 361 invånare per kvadratkilometer. Närmaste större samhälle är Pachuca de Soto, 10,9 km söder om El Puente. I omgivningarna runt El Puente växer i huvudsak blandskog.